# 2023–2024-es UEFA-bajnokok ligája (csoportkör)
A 2023–2024-es UEFA-bajnokok ligája csoportkörének mérkőzéseit 2023. szeptember 19. és december 13. között játszották. A csoportkörben 32 csapat vett részt, melyből 16 csapat jutott tovább az egyenes kieséses szakaszba.

## Sorsolás
A csoportkör sorsolását 2023. augusztus 31-én tartották.
A csapatokat 4 kalapba sorolták be, a következők szerint:
- Az 1. kalapba került a UEFA-bajnokok ligája győztese, az Európa-liga győztese és a rangsor szerinti első hat ország bajnokcsapata.
- A 2., 3. és 4. kalapba került a többi csapat, a 2023-as UEFA-együtthatóik sorrendjében.[3]

A 32 csapatot nyolc darab négycsapatos csoportba sorsolták. Azonos tagországba tartozó csapatok nem kerülhettek azonos csoportba. Az azonos tagországba tartozó csapatokból párokat alakítottak ki, amelyeket négy csoportra nézve is szétosztottak (A–D, E–H), a televíziós közvetítések miatt. A párokat az UEFA határozta meg.
1. Manchester City és Manchester United
2. Sevilla és Atlético Madrid
3. Barcelona és Real Madrid
4. Napoli és Lazio
5. Bayern München és Borussia Dortmund
6. Paris Saint-Germain és Lens
7. Benfica és Porto
8. Feyenoord és PSV Eindhoven
9. Internazionale és AC Milan
10. RB Leipzig és Union Berlin
11. Arsenal és Newcastle United

## Csapatok
Az alábbi csapatok vettek részt a csoportkörben:
- 26 csapat ebben a körben lépett be
- 6 győztes csapat a UEFA-bajnokok ligája rájátszásából (4 a bajnoki ágról, 2 a nem bajnoki ágról)

| Csapat              | Együttható |
| ------------------- | ---------- |
| Manchester CityBL   | 145,000    |
| SevillaEL           | 91,000     |
| Barcelona           | 98,000     |
| Napoli              | 81,000     |
| Bayern München      | 136,000    |
| Paris Saint-Germain | 112,000    |
| Benfica             | 82,000     |
| Feyenoord           | 51,000     |

| Csapat            | Együttható |
| ----------------- | ---------- |
| Real Madrid       | 121,000    |
| Manchester United | 104,000    |
| Internazionale    | 96,000     |
| Borussia Dortmund | 86,000     |
| Atlético Madrid   | 85,000     |
| RB Leipzig        | 84,000     |
| Porto             | 81,000     |
| Arsenal           | 76,000     |

| Csapat            | Együttható |
| ----------------- | ---------- |
| Sahtar Doneck     | 63,000     |
| Red Bull Salzburg | 59,000     |
| Milan             | 50,000     |
| Braga             | 44,000     |
| PSV Eindhoven     | 43,000     |
| Lazio             | 42,000     |
| Crvena zvezda     | 42,000     |
| København         | 40,500     |

| Csapat           | Együttható |
| ---------------- | ---------- |
| Young Boys       | 34,500     |
| Real Sociedad    | 33,000     |
| Galatasaray      | 31,500     |
| Celtic           | 31,000     |
| Newcastle United | 21,914     |
| Union Berlin     | 17,000     |
| Antwerp          | 17,000     |
| Lens             | 12,232     |

## Csoportok
A csoportokban a csapatok körmérkőzéses, oda-visszavágós rendszerben mérkőztek meg egymással. A csoportok első két helyen záró csapat az egyenes kieséses szakaszba jutott.

### Sorrend meghatározása
Az UEFA versenyszabályzata alapján, ha két vagy több csapat a csoportmérkőzések után azonos pontszámmal állt, az alábbiak alapján kellett meghatározni a sorrendet:
1. az azonosan álló csapatok mérkőzésein szerzett több pont
2. az azonosan álló csapatok mérkőzésein elért jobb gólkülönbség
3. az azonosan álló csapatok mérkőzésein szerzett több gól
4. ha kettőnél több csapat áll azonos pontszámmal, akkor az egymás elleni eredményeket mindaddig újra kell alkalmazni, amíg nem dönthető el a sorrend
5. az összes mérkőzésen elért jobb gólkülönbség
6. az összes mérkőzésen szerzett több gól
7. az összes mérkőzésen szerzett több idegenben szerzett gól
8. az összes mérkőzésen szerzett több győzelem
9. az összes mérkőzésen szerzett több idegenben szerzett győzelem
10. fair play pontszám (piros lap = 3 pont, kiállítás két sárga lap után = 3 pont, sárga lap = 1 pont);
11. jobb UEFA-együttható

Minden időpont közép-európai idő/közép-európai nyári idő szerint van feltüntetve.

### A csoport
| Hely. | Csapat            | M | Gy | D | V | G+ | G– | Gk | P  | Továbbjutás                                       |  | BAY | CPH | GAL | MUN |
| ----- | ----------------- | - | -- | - | - | -- | -- | -- | -- | ------------------------------------------------- |  | --- | --- | --- | --- |
| 1.    | Bayern München    | 6 | 5  | 1 | 0 | 12 | 6  | +6 | 16 | Továbbjutott a nyolcaddöntőbe                     |  | —   | 0–0 | 2–1 | 4–3 |
| 2.    | København         | 6 | 2  | 2 | 2 | 8  | 8  | 0  | 8  | Továbbjutott a nyolcaddöntőbe                     |  | 1–2 | —   | 1–0 | 4–3 |
| 3.    | Galatasaray       | 6 | 1  | 2 | 3 | 10 | 13 | −3 | 5  | Átkerült az Európa-liga nyolcaddöntő rájátszásába |  | 1–3 | 2–2 | —   | 3–3 |
| 4.    | Manchester United | 6 | 1  | 1 | 4 | 12 | 15 | −3 | 4  |                                                   |  | 0–1 | 1–0 | 2–3 | —   |

| 2023. szeptember 20. 18:45 (20:45 TRT) |

| Galatasaray       | 2–2               | København                                |
| ----------------- | ----------------- | ---------------------------------------- |
| Boey 86' Tetê 88' | (0–1) Jegyzőkönyv | Elyounoussi 35' Gonçalves 58' Jelert 73′ |

| Rams Park, Isztambul Játékvezető: Georgi Kabakov (bolgár) |

| 2023. szeptember 20. 21:00 |

| Bayern München                                    | 4–3               | Manchester United              |
| ------------------------------------------------- | ----------------- | ------------------------------ |
| Sané 28' Gnabry 32' Kane 53' (11-esből) Tel 90+2' | (2–0) Jegyzőkönyv | Højlund 49' Casemiro 88' 90+5' |

| Allianz Arena, München Játékvezető: Glenn Nyberg (svéd) |

| 2023. október 3. 21:00 (20:00 BST) |

| Manchester United            | 2–3               | Galatasaray                        |
| ---------------------------- | ----------------- | ---------------------------------- |
| Højlund 17' 67' Casemiro 77′ | (1–1) Jegyzőkönyv | Zaha 23' Aktürkoğlu 71' Icardi 81' |

| Old Trafford, Manchester Játékvezető: Ivan Kružliak (szlovák) |

| 2023. október 3. 21:00 |

| København         | 1–2               | Bayern München      |
| ----------------- | ----------------- | ------------------- |
| Lukas Lerager 56' | (0–0) Jegyzőkönyv | Musiala 67' Tel 83' |

| Parken Stadion, Koppenhága Játékvezető: Orel Grinfeeld (izraeli) |

| 2023. október 24. 18:45 (20:45 TRT) |

| Galatasaray           | 1–3               | Bayern München                |
| --------------------- | ----------------- | ----------------------------- |
| Icardi 30' (11-esből) | (1–1) Jegyzőkönyv | Coman 8' Kane 73' Musiala 79' |

| Rams Park, Isztambul Játékvezető: Davide Massa (olasz) |

| 2023. október 24. 21:00 (20:00 BST) |

| Manchester United | 1–0               | København |
| ----------------- | ----------------- | --------- |
| Maguire 72'       | (0–0) Jegyzőkönyv |           |

| Old Trafford, Manchester Játékvezető: Marco Guida (olasz) |

| 2023. november 8. 21:00 |

| Bayern München | 2–1               | Galatasaray   |
| -------------- | ----------------- | ------------- |
| Kane 80' 86'   | (0–0) Jegyzőkönyv | Bakambu 90+3' |

| Allianz Arena, München Játékvezető: António Nobre (portugál) |

| 2023. november 8. 21:00 |

| København                                                            | 4–3               | Manchester United                       |
| -------------------------------------------------------------------- | ----------------- | --------------------------------------- |
| Elyounoussi 45' Gonçalves 45+9' (11-esből) Lerager 83' Bardgdzsí 87' | (2–2) Jegyzőkönyv | Højlund 3' 28' Fernandes 69' (11-esből) |

| Parken Stadion, Koppenhága Játékvezető: Donatas Rumšas (litván) |

| 2023. november 29. 18:45 (20:45 TRT) |

| Galatasaray                  | 3–3               | Manchester United                        |
| ---------------------------- | ----------------- | ---------------------------------------- |
| Zíjes 29' 62' Aktürkoğlu 71' | (1–2) Jegyzőkönyv | Garnacho 11' Fernandes 18' McTominay 55' |

| Rams Park, Isztambul Játékvezető: José María Sánchez (spanyol) |

| 2023. november 29. 21:00 |

| Bayern München | 0–0         | København |
| -------------- | ----------- | --------- |
|                | Jegyzőkönyv |           |

| Allianz Arena, München Játékvezető: Stéphanie Frappart (francia) |

| 2023. december 12. 21:00 (20:00 GMT) |

| Manchester United | 0–1               | Bayern München |
| ----------------- | ----------------- | -------------- |
|                   | (0–0) Jegyzőkönyv | Coman 70'      |

| Old Trafford, Manchester Játékvezető: Espen Eskås (norvég) |

| 2023. december 12. 21:00 |

| København       | 1–0               | Galatasaray |
| --------------- | ----------------- | ----------- |
| Lerager 58' 90′ | (0–0) Jegyzőkönyv |             |

| Parken Stadion, Koppenhága Játékvezető: Daniele Orsato (olasz) |

### B csoport
| Hely. | Csapat        | M | Gy | D | V | G+ | G– | Gk  | P  | Továbbjutás                                       |  | ARS | PSV | LEN | SEV |
| ----- | ------------- | - | -- | - | - | -- | -- | --- | -- | ------------------------------------------------- |  | --- | --- | --- | --- |
| 1.    | Arsenal       | 6 | 4  | 1 | 1 | 16 | 4  | +12 | 13 | Továbbjutott a nyolcaddöntőbe                     |  | —   | 4–0 | 6–0 | 2–0 |
| 2.    | PSV Eindhoven | 6 | 2  | 3 | 1 | 8  | 10 | −2  | 9  | Továbbjutott a nyolcaddöntőbe                     |  | 1–1 | —   | 1–0 | 2–2 |
| 3.    | Lens          | 6 | 2  | 2 | 2 | 6  | 11 | −5  | 8  | Átkerült az Európa-liga nyolcaddöntő rájátszásába |  | 2–1 | 1–1 | —   | 2–1 |
| 4.    | Sevilla       | 6 | 0  | 2 | 4 | 7  | 12 | −5  | 2  |                                                   |  | 1–2 | 2–3 | 1–1 | —   |

| 2023. szeptember 20. 21:00 |

| Sevilla    | 1–1               | Lens        |
| ---------- | ----------------- | ----------- |
| Ocampos 9' | (1–1) Jegyzőkönyv | Fulgini 24' |

| Estadio Ramón Sánchez-Pizjuán, Sevilla Játékvezető: Tobias Stieler (német) |

| 2023. szeptember 20. 21:00 (20:00 BST) |

| Arsenal                                     | 4–0               | PSV Eindhoven |
| ------------------------------------------- | ----------------- | ------------- |
| Saka 8' Trossard 20' Jesus 38' Ødegaard 70' | (3–0) Jegyzőkönyv |               |

| Emirates Stadion, London Játékvezető: Felix Zwayer (német) |

| 2023. október 3. 21:00 |

| Lens                   | 2–1               | Arsenal           |
| ---------------------- | ----------------- | ----------------- |
| Thomasson 25' Wahi 69' | (1–1) Jegyzőkönyv | Gabriel Jesus 14' |

| Stade Bollaert-Delelis, Lens Játékvezető: Marco Guida (olasz) |

| 2023. október 3. 21:00 |

| PSV Eindhoven                     | 2–2               | Sevilla                   |
| --------------------------------- | ----------------- | ------------------------- |
| de Jong 86' (11-esből) Teze 90+5' | (0–0) Jegyzőkönyv | Gudelj 68' el-Neszjrí 87' |

| Philips Stadion, Eindhoven Játékvezető: Daniele Orsato (olasz) |

| 2023. október 24. 21:00 |

| Sevilla    | 1–2               | Arsenal                            |
| ---------- | ----------------- | ---------------------------------- |
| Gudelj 58' | (0–1) Jegyzőkönyv | Martinelli 45+4' Gabriel Jesus 53' |

| Estadio Ramón Sánchez-Pizjuán, Sevilla Játékvezető: Glenn Nyberg (svéd) |

| 2023. október 24. 21:00 |

| Lens     | 1–1               | PSV Eindhoven |
| -------- | ----------------- | ------------- |
| Wahi 65' | (0–0) Jegyzőkönyv | Bakayoko 54'  |

| Stade Bollaert-Delelis, Lens Játékvezető: Radu Petrescu (román) |

| 2023. november 8. 21:00 (20:00 GMT) |

| Arsenal               | 2–0               | Sevilla |
| --------------------- | ----------------- | ------- |
| Trossard 29' Saka 64' | (1–0) Jegyzőkönyv |         |

| Emirates Stadion, London Játékvezető: Kovács István (román) |

| 2023. november 8. 21:00 |

| PSV Eindhoven | 1–0               | Lens |
| ------------- | ----------------- | ---- |
| De Jong 12'   | (1–0) Jegyzőkönyv |      |

| Philips Stadion, Eindhoven Játékvezető: Daniel Siebert (német) |

| 2023. november 29. 18:45 |

| Sevilla                  | 2–3               | PSV Eindhoven                             |
| ------------------------ | ----------------- | ----------------------------------------- |
| Ramos 24' El-Neszjrí 47' | (1–0) Jegyzőkönyv | Saibari 68' Gudelj 81' (öngól) Pepi 90+2' |

| Estadio Ramón Sánchez-Pizjuán, Sevilla Játékvezető: Davide Massa (olasz) |

| 2023. november 29. 21:00 (20:00 GMT) |

| Arsenal                                                                                      | 6–0               | Lens |
| -------------------------------------------------------------------------------------------- | ----------------- | ---- |
| Havertz 13' Gabriel Jesus 21' Saka 23' Martinelli 27' Ødegaard 45+1' Jorginho 86' (11-esből) | (5–0) Jegyzőkönyv |      |

| Emirates Stadion, London Játékvezető: Artur Soares Dias (portugál) |

| 2023. december 12. 18:45 |

| Lens                                    | 2–1               | Sevilla              |
| --------------------------------------- | ----------------- | -------------------- |
| Frankowski 63' (11-esből) Fulgini 90+6' | (0–0) Jegyzőkönyv | Ramos 79' (11-esből) |

| Stade Bollaert-Delelis, Lens Játékvezető: Felix Zwayer (német) |

| 2023. december 12. 18:45 |

| PSV Eindhoven | 1–1               | Arsenal     |
| ------------- | ----------------- | ----------- |
| Vertessen 50' | (0–1) Jegyzőkönyv | Nketiah 42' |

| Philips Stadion, Eindhoven Játékvezető: Tobias Stieler (német) |

### C csoport
| Hely. | Csapat       | M | Gy | D | V | G+ | G– | Gk  | P  | Továbbjutás                                       |  | RMA | NAP | BRA | UBE |
| ----- | ------------ | - | -- | - | - | -- | -- | --- | -- | ------------------------------------------------- |  | --- | --- | --- | --- |
| 1.    | Real Madrid  | 6 | 6  | 0 | 0 | 16 | 5  | +11 | 18 | Továbbjutott a nyolcaddöntőbe                     |  | —   | 4–2 | 3–0 | 1–0 |
| 2.    | Napoli       | 6 | 3  | 1 | 2 | 10 | 9  | +1  | 10 | Továbbjutott a nyolcaddöntőbe                     |  | 2–3 | —   | 2–0 | 1–1 |
| 3.    | Braga        | 6 | 1  | 1 | 4 | 6  | 12 | −6  | 4  | Átkerült az Európa-liga nyolcaddöntő rájátszásába |  | 1–2 | 1–2 | —   | 1–1 |
| 4.    | Union Berlin | 6 | 0  | 2 | 4 | 6  | 10 | −4  | 2  |                                                   |  | 2–3 | 0–1 | 2–3 | —   |

| 2023. szeptember 20. 18:45 |

| Real Madrid      | 1–0               | Union Berlin |
| ---------------- | ----------------- | ------------ |
| Bellingham 90+4' | (0–0) Jegyzőkönyv |              |

| Santiago Bernabéu, Madrid Játékvezető: Espen Eskås (norvég) |

| 2023. szeptember 20. 21:00 (20:00 WEST) |

| Braga     | 1–2               | Napoli                               |
| --------- | ----------------- | ------------------------------------ |
| Bruma 84' | (0–1) Jegyzőkönyv | Di Lorenzo 45+1' Niakaté 88' (öngól) |

| Estádio Municipal de Braga, Braga Játékvezető: Serdar Gözübüyük (holland) |

| 2023. október 3. 18:45 |

| Union Berlin   | 2–3               | Braga                              |
| -------------- | ----------------- | ---------------------------------- |
| Becker 30' 37' | (2–1) Jegyzőkönyv | Niakaté 41' Bruma 51' Castro 90+4' |

| Olimpiai Stadion, Berlin Játékvezető: Srdjan Jovanović (szerb) |

| 2023. október 3. 21:00 |

| Napoli                                | 2–3               | Real Madrid                                   |
| ------------------------------------- | ----------------- | --------------------------------------------- |
| Østigård 19' Zieliński 54' (11-esből) | (1–2) Jegyzőkönyv | Vinícius 27' Bellingham 34' Meret 78' (öngól) |

| Diego Armando Maradona Stadion, Nápoly Játékvezető: Clément Turpin (francia) |

| 2023. október 24. 21:00 (20:00 WEST) |

| Braga     | 1–2               | Real Madrid                |
| --------- | ----------------- | -------------------------- |
| Djaló 63' | (0–1) Jegyzőkönyv | Rodrygo 16' Bellingham 61' |

| Estádio Municipal de Braga, Braga Játékvezető: Michael Oliver (angol) |

| 2023. október 24. 21:00 |

| Union Berlin | 0–1               | Napoli        |
| ------------ | ----------------- | ------------- |
|              | (0–0) Jegyzőkönyv | Raspadori 65' |

| Olimpiai Stadion, Berlin Játékvezető: Irfan Peljto (bosznia-hercegovinai) |

| 2023. november 8. 18:45 |

| Napoli       | 1–1               | Union Berlin |
| ------------ | ----------------- | ------------ |
| Politano 39' | (1–0) Jegyzőkönyv | Fofana 52'   |

| Diego Armando Maradona Stadion, Nápoly Játékvezető: Danny Makkelie (holland) |

| 2023. november 8. 21:00 |

| Real Madrid                         | 3–0               | Braga |
| ----------------------------------- | ----------------- | ----- |
| Brahim 27' Vinícius 58' Rodrygo 61' | (1–0) Jegyzőkönyv |       |

| Santiago Bernabéu, Madrid Játékvezető: Halil Umut Meler (török) |

| 2023. november 29. 21:00 |

| Real Madrid                                     | 4–2               | Napoli                        |
| ----------------------------------------------- | ----------------- | ----------------------------- |
| Rodrygo 11' Bellingham 22' Paz 84' Joselu 90+4' | (2–1) Jegyzőkönyv | Simeone 9' Zambo Anguissa 47' |

| Santiago Bernabéu, Madrid Játékvezető: François Letexier (francia) |

| 2023. november 29. 21:00 (20:00 WET) |

| Braga     | 1–1               | Union Berlin |
| --------- | ----------------- | ------------ |
| Djaló 51' | (0–1) Jegyzőkönyv | Gosens 42'   |

| Estádio Municipal de Braga, Braga Játékvezető: Clément Turpin (francia) |

| 2023. december 12. 21:00 |

| Napoli                        | 2–0         | Braga |
| ----------------------------- | ----------- | ----- |
| Saatçı 9' (öngól) Osimhen 33' | Jegyzőkönyv |       |

| Diego Armando Maradona Stadion, Nápoly Játékvezető: Slavko Vinčić (szlovén) |

| 2023. december 12. 21:00 |

| Union Berlin           | 2–3               | Real Madrid                 |
| ---------------------- | ----------------- | --------------------------- |
| Volland 45+1' Král 85' | (1–0) Jegyzőkönyv | Joselu 61' 72' Ceballos 89' |

| Olimpiai Stadion, Berlin Játékvezető: Rade Obrenovič (szlovén) |

### D csoport
| Hely. | Csapat            | M | Gy | D | V | G+ | G– | Gk | P  | Továbbjutás                                       |  | RSO | INT | BEN | SAL |
| ----- | ----------------- | - | -- | - | - | -- | -- | -- | -- | ------------------------------------------------- |  | --- | --- | --- | --- |
| 1.    | Real Sociedad     | 6 | 3  | 3 | 0 | 7  | 2  | +5 | 12 | Továbbjutott a nyolcaddöntőbe                     |  | —   | 1–1 | 3–1 | 0–0 |
| 2.    | Internazionale    | 6 | 3  | 3 | 0 | 8  | 5  | +3 | 12 | Továbbjutott a nyolcaddöntőbe                     |  | 0–0 | —   | 1–0 | 2–1 |
| 3.    | Benfica           | 6 | 1  | 1 | 4 | 7  | 11 | −4 | 4  | Átkerült az Európa-liga nyolcaddöntő rájátszásába |  | 0–1 | 3–3 | —   | 0–2 |
| 4.    | Red Bull Salzburg | 6 | 1  | 1 | 4 | 4  | 8  | −4 | 4  |                                                   |  | 0–2 | 0–1 | 1–3 | —   |

| 2023. szeptember 20. 21:00 |

| Real Sociedad | 1–1               | Internazionale |
| ------------- | ----------------- | -------------- |
| Méndez 4'     | (1–0) Jegyzőkönyv | Martínez 87'   |

| Estadio Anoeta, San Sebastián Játékvezető: Michael Oliver (angol) |

| 2023. szeptember 20. 21:00 (20:00 WEST) |

| Benfica | 0–2               | Red Bull Salzburg             |
| ------- | ----------------- | ----------------------------- |
|         | (0–1) Jegyzőkönyv | Šimić 15' (11-esből) Gluh 51' |

| Estádio da Luz, Lisszabon Játékvezető: Halil Umut Meler (török) |

| 2023. október 3. 18:45 |

| Red Bull Salzburg | 0–2               | Real Sociedad           |
| ----------------- | ----------------- | ----------------------- |
|                   | (0–1) Jegyzőkönyv | Oyarzabal 7' Méndez 27' |

| Red Bull Arena, Wals-Siezenheim Játékvezető: Bartosz Frankowski (lengyel) |

| 2023. október 3. 21:00 |

| Internazionale | 1–0               | Benfica |
| -------------- | ----------------- | ------- |
| Thuram 62'     | (0–0) Jegyzőkönyv |         |

| San Siro, Milánó Játékvezető: Danny Makkelie (holland) |

| 2023. október 24. 18:45 |

| Internazionale                        | 2–1               | Red Bull Salzburg |
| ------------------------------------- | ----------------- | ----------------- |
| Sánchez 19' Çalhanoğlu 64' (11-esből) | (1–0) Jegyzőkönyv | Gluh 57'          |

| San Siro, Milánó Játékvezető: François Letexier (francia) |

| 2023. október 24. 21:00 (20:00 WEST) |

| Benfica | 0–1               | Real Sociedad |
| ------- | ----------------- | ------------- |
|         | (0–0) Jegyzőkönyv | Méndez 63'    |

| Estádio da Luz, Lisszabon Játékvezető: Clément Turpin (francia) |

| 2023. november 8. 18:45 |

| Real Sociedad                           | 3–1               | Benfica      |
| --------------------------------------- | ----------------- | ------------ |
| Merino 6' Oyarzabal 11' Barrenetxea 21' | (3–0) Jegyzőkönyv | R. Silva 49' |

| Estadio Anoeta, San Sebastián Játékvezető: Anthony Taylor (angol) |

| 2023. november 8. 21:00 |

| Red Bull Salzburg | 0–1               | Internazionale          |
| ----------------- | ----------------- | ----------------------- |
|                   | (0–0) Jegyzőkönyv | Martínez 85' (11-esből) |

| Red Bull Arena, Wals-Siezenheim Játékvezető: Serdar Gözübüyük (holland) |

| 2023. november 29. 21:00 (20:00 WET) |

| Benfica               | 3–3               | Internazionale                                     |
| --------------------- | ----------------- | -------------------------------------------------- |
| João Mário 5' 13' 34' | (3–0) Jegyzőkönyv | Arnautović 51' Frattesi 58' Sánchez 72' (11-esből) |

| Estádio da Luz, Lisszabon Játékvezető: Andris Treimanis (lett) |

| 2023. november 29. 21:00 |

| Real Sociedad | 0–0         | Red Bull Salzburg |
| ------------- | ----------- | ----------------- |
|               | Jegyzőkönyv |                   |

| Estadio Anoeta, San Sebastián Játékvezető: Mikola Balakin (ukrán) |

| 2023. december 12. 21:00 |

| Internazionale | 0–0         | Real Sociedad |
| -------------- | ----------- | ------------- |
|                | Jegyzőkönyv |               |

| San Siro, Milánó Játékvezető: Sandro Schärer (svájci) |

| 2023. december 12. 21:00 |

| Red Bull Salzburg | 1–3               | Benfica                                  |
| ----------------- | ----------------- | ---------------------------------------- |
| Sučić 57'         | (0–2) Jegyzőkönyv | Di María 32' R. Silva 45+1' Cabral 90+2' |

| Red Bull Arena, Wals-Siezenheim Játékvezető: Daniel Siebert (német) |

### E csoport
| Hely. | Csapat          | M | Gy | D | V | G+ | G– | Gk  | P  | Továbbjutás                                       |  | ATM | LAZ | FEY | CEL |
| ----- | --------------- | - | -- | - | - | -- | -- | --- | -- | ------------------------------------------------- |  | --- | --- | --- | --- |
| 1.    | Atlético Madrid | 6 | 4  | 2 | 0 | 17 | 6  | +11 | 14 | Továbbjutott a nyolcaddöntőbe                     |  | —   | 2–0 | 3–2 | 6–0 |
| 2.    | Lazio           | 6 | 3  | 1 | 2 | 7  | 7  | 0   | 10 | Továbbjutott a nyolcaddöntőbe                     |  | 1–1 | —   | 1–0 | 2–0 |
| 3.    | Feyenoord       | 6 | 2  | 0 | 4 | 9  | 10 | −1  | 6  | Átkerült az Európa-liga nyolcaddöntő rájátszásába |  | 1–3 | 2–0 | —   | 2–0 |
| 4.    | Celtic          | 6 | 1  | 1 | 4 | 5  | 15 | −10 | 4  |                                                   |  | 2–2 | 1–2 | 2–1 | —   |

| 2023. szeptember 19. 21:00 |

| Feyenoord                    | 2–0               | Celtic                   |
| ---------------------------- | ----------------- | ------------------------ |
| Stengs 45+2' Dzsahánbahs 76' | (1–0) Jegyzőkönyv | Lagerbielke 63′ Holm 68′ |

| Feijenoord Stadion, Rotterdam Játékvezető: Irfan Peljto (bosznia-hercegovinai) |

| 2023. szeptember 19. 21:00 |

| Lazio          | 1–1               | Atlético Madrid |
| -------------- | ----------------- | --------------- |
| Provedel 90+5' | (0–1) Jegyzőkönyv | Barrios 29'     |

| Olimpiai Stadion, Róma Játékvezető: Slavko Vinčić (szlovén) |

| 2023. október 4. 18:45 |

| Atlético Madrid                | 3–2               | Feyenoord                     |
| ------------------------------ | ----------------- | ----------------------------- |
| Morata 12' 47' Griezmann 45+4' | (2–2) Jegyzőkönyv | Hermoso 7' (öngól) Hancko 34' |

| Metropolitano Stadion, Madrid Játékvezető: François Letexier (francia) |

| 2023. október 4. 21:00 (20:00 BST) |

| Celtic       | 1–2               | Lazio                  |
| ------------ | ----------------- | ---------------------- |
| Furuhasi 12' | (1–1) Jegyzőkönyv | Vecino 29' Pedro 90+5' |

| Celtic Park, Glasgow Játékvezető: Donatas Rumšas (litván) |

| 2023. október 25. 18:45 |

| Feyenoord                      | 3–1               | Lazio                |
| ------------------------------ | ----------------- | -------------------- |
| Giménez 31' 74' Zerrouki 45+2' | (2–0) Jegyzőkönyv | Pedro 83' (11-esből) |

| Feijenoord Stadion, Rotterdam Játékvezető: Tobias Stieler (német) |

| 2023. október 25. 21:00 (20:00 BST) |

| Celtic                 | 2–2               | Atlético Madrid          |
| ---------------------- | ----------------- | ------------------------ |
| Furuhashi 4' Palma 28' | (2–1) Jegyzőkönyv | Griezmann 25' Morata 53' |

| Celtic Park, Glasgow Játékvezető: Felix Zwayer (német) |

| 2023. november 7. 21:00 |

| Atlético Madrid                                     | 6–0               | Celtic |
| --------------------------------------------------- | ----------------- | ------ |
| Griezmann 6' 60' Morata 45+2' 76' Lino 66' Saúl 84' | (2–0) Jegyzőkönyv |        |

| Metropolitano Stadion, Madrid Játékvezető: Ivan Kružliak (szlovák) |

| 2023. november 7. 21:00 |

| Lazio          | 1–0               | Feyenoord |
| -------------- | ----------------- | --------- |
| Immobile 45+1' | (1–0) Jegyzőkönyv |           |

| Olimpiai Stadion, Róma Játékvezető: Szymon Marciniak (lengyel) |

| 2023. november 28. 18:45 |

| Lazio            | 2–0               | Celtic |
| ---------------- | ----------------- | ------ |
| Immobile 82' 85' | (0–0) Jegyzőkönyv |        |

| Olimpiai Stadion, Róma Játékvezető: Halil Umut Meler (török) |

| 2023. november 28. 21:00 |

| Feyenoord   | 1–3               | Atlético Madrid                                        |
| ----------- | ----------------- | ------------------------------------------------------ |
| Wieffer 77' | (0–1) Jegyzőkönyv | Geertruida 14' (öngól) Hermoso 57' Giménez 81' (öngól) |

| Feijenoord Stadion, Rotterdam Játékvezető: Anthony Taylor (angol) |

| 2023. december 13. 21:00 (20:00 GMT) |

| Celtic                                 | 2–1               | Feyenoord  |
| -------------------------------------- | ----------------- | ---------- |
| Palma 33' (11-esből) Lagerbielke 90+1' | (1–0) Jegyzőkönyv | Minteh 82' |

| Celtic Park, Glasgow Játékvezető: Benoît Bastien (francia) |

| 2023. december 13. 21:00 |

| Atlético Madrid       | 2–0               | Lazio |
| --------------------- | ----------------- | ----- |
| Griezmann 6' Lino 51' | (1–0) Jegyzőkönyv |       |

| Metropolitano Stadion, Madrid Játékvezető: Serdar Gözübüyük (holland) |

### F csoport
| Hely. | Csapat              | M | Gy | D | V | G+ | G– | Gk | P  | Továbbjutás                                       |  | DOR | PAR | MIL | NEW |
| ----- | ------------------- | - | -- | - | - | -- | -- | -- | -- | ------------------------------------------------- |  | --- | --- | --- | --- |
| 1.    | Borussia Dortmund   | 6 | 3  | 2 | 1 | 7  | 4  | +3 | 11 | Továbbjutott a nyolcaddöntőbe                     |  | —   | 0–1 | 0–0 | 2–0 |
| 2.    | Paris Saint-Germain | 6 | 2  | 2 | 2 | 9  | 8  | +1 | 8  | Továbbjutott a nyolcaddöntőbe                     |  | 2–0 | —   | 3–0 | 1–1 |
| 3.    | Milan               | 6 | 2  | 2 | 2 | 5  | 8  | −3 | 8  | Átkerült az Európa-liga nyolcaddöntő rájátszásába |  | 1–3 | 2–1 | —   | 0–0 |
| 4.    | Newcastle United    | 6 | 1  | 2 | 3 | 6  | 7  | −1 | 5  |                                                   |  | 0–1 | 4–1 | 1–2 | —   |

| 2023. szeptember 19. 18:45 |

| Milan | 0–0         | Newcastle United |
| ----- | ----------- | ---------------- |
|       | Jegyzőkönyv |                  |

| San Siro, Milánó Játékvezető: José María Sánchez (spanyol) |

| 2023. szeptember 19. 21:00 |

| Paris Saint-Germain              | 2–0               | Borussia Dortmund |
| -------------------------------- | ----------------- | ----------------- |
| Mbappé 49' (11-esből) Hakimi 58' | (0–0) Jegyzőkönyv |                   |

| Parc des Princes, Párizs Játékvezető: Jesús Gil Manzano (spanyol) |

| 2023. október 4. 21:00 |

| Borussia Dortmund | 0–0         | Milan |
| ----------------- | ----------- | ----- |
|                   | Jegyzőkönyv |       |

| Signal Iduna Park, Dortmund Játékvezető: José María Sánchez Martínez (spanyol) |

| 2023. október 4. 21:00 (20:00 BST) |

| Newcastle United                               | 4–1               | Paris Saint-Germain |
| ---------------------------------------------- | ----------------- | ------------------- |
| Almirón 17' Burn 39' Longstaff 50' Schär 90+1' | (2–0) Jegyzőkönyv | Hernández 56'       |

| St James’ Park, Newcastle upon Tyne Játékvezető: Kovács István (román) |

| 2023. október 25. 21:00 |

| Paris Saint-Germain                     | 3–0               | Milan |
| --------------------------------------- | ----------------- | ----- |
| Mbappé 32' Kolo Muani 53' I Kanging 89' | (1–0) Jegyzőkönyv |       |

| Parc des Princes, Párizs Játékvezető: Slavko Vinčić (szlovén) |

| 2023. október 25. 21:00 (20:00 BST) |

| Newcastle United | 0–1               | Borussia Dortmund |
| ---------------- | ----------------- | ----------------- |
|                  | (0–1) Jegyzőkönyv | Nmecha 45'        |

| St James’ Park, Newcastle upon Tyne Játékvezető: Artur Dias (portugál) |

| 2023. november 7. 18:45 |

| Borussia Dortmund       | 2–0               | Newcastle United |
| ----------------------- | ----------------- | ---------------- |
| Füllkrug 26' Brandt 79' | (1–0) Jegyzőkönyv |                  |

| Signal Iduna Park, Dortmund Játékvezető: Alejandro Hernández Hernández (spanyol) |

| 2023. november 7. 21:00 |

| Milan               | 2–1               | Paris Saint-Germain |
| ------------------- | ----------------- | ------------------- |
| Leão 12' Giroud 50' | (1–1) Jegyzőkönyv | Škriniar 9'         |

| San Siro, Milánó Játékvezető: Jesús Gil Manzano (spanyol) |

| 2023. november 28. 21:00 |

| Paris Saint-Germain     | 1–1               | Newcastle United |
| ----------------------- | ----------------- | ---------------- |
| Mbappé 90+8' (11-esből) | (0–1) Jegyzőkönyv | Isak 24'         |

| Parc des Princes, Párizs Játékvezető: Szymon Marciniak (lengyel) |

| 2023. november 28. 21:00 |

| Milan         | 1–3               | Borussia Dortmund                                 |
| ------------- | ----------------- | ------------------------------------------------- |
| Chukwueze 37' | (1–1) Jegyzőkönyv | Reus 10' (11-esből) Bynoe-Gittens 59' Adeyemi 69' |

| San Siro, Milánó Játékvezető: Kovács István (román) |

| 2023. december 13. 21:00 |

| Borussia Dortmund | 1–1               | Paris Saint-Germain |
| ----------------- | ----------------- | ------------------- |
| Adeyemi 51'       | (0–0) Jegyzőkönyv | Zaïre-Emery 56'     |

| Signal Iduna Park, Dortmund Játékvezető: Glenn Nyberg (svéd) |

| 2023. december 13. 21:00 (20:00 GMT) |

| Newcastle United | 1–2               | Milan                     |
| ---------------- | ----------------- | ------------------------- |
| Joelinton 33'    | (1–0) Jegyzőkönyv | Pulisic 59' Chukwueze 84' |

| St James’ Park, Newcastle upon Tyne Játékvezető: Danny Makkelie (holland) |

### G csoport
| Hely. | Csapat          | M | Gy | D | V | G+ | G– | Gk  | P  | Továbbjutás                                       |  | MCI | RBL | YB  | ZVE |
| ----- | --------------- | - | -- | - | - | -- | -- | --- | -- | ------------------------------------------------- |  | --- | --- | --- | --- |
| 1.    | Manchester City | 6 | 6  | 0 | 0 | 18 | 7  | +11 | 18 | Továbbjutott a nyolcaddöntőbe                     |  | —   | 3–2 | 3–0 | 3–1 |
| 2.    | RB Leipzig      | 6 | 4  | 0 | 2 | 13 | 10 | +3  | 12 | Továbbjutott a nyolcaddöntőbe                     |  | 1–3 | —   | 2–1 | 3–1 |
| 3.    | Young Boys      | 6 | 1  | 1 | 4 | 7  | 13 | −6  | 4  | Átkerült az Európa-liga nyolcaddöntő rájátszásába |  | 1–3 | 1–3 | —   | 2–0 |
| 4.    | Crvena zvezda   | 6 | 0  | 1 | 5 | 7  | 15 | −8  | 1  |                                                   |  | 2–3 | 1–2 | 2–2 | —   |

| 2023. szeptember 19. 18:45 |

| Young Boys | 1–3               | RB Leipzig                          |
| ---------- | ----------------- | ----------------------------------- |
| Elia 33'   | (1–1) Jegyzőkönyv | Simakan 3' Schlager 73' Šeško 90+2' |

| Stadion Wankdorf, Bern Játékvezető: Enea Jorgji (albán) |

| 2023. szeptember 19. 21:00 (20:00 BST) |

| Manchester City           | 3–1               | Crvena zvezda |
| ------------------------- | ----------------- | ------------- |
| Álvarez 47' 60' Rodri 73' | (0–1) Jegyzőkönyv | Bukari 45'    |

| Etihad Stadion, Manchester Játékvezető: João Pinheiro (portugál) |

| 2023. október 4. 21:00 |

| RB Leipzig | 1–3               | Manchester City                  |
| ---------- | ----------------- | -------------------------------- |
| Openda 48' | (0–1) Jegyzőkönyv | Foden 25' Álvarez 84' Doku 90+2' |

| Red Bull Arena, Lipcse Játékvezető: Artur Soares Dias (portugál) |

| 2023. október 4. 21:00 |

| Crvena zvezda         | 2–2               | Young Boys                       |
| --------------------- | ----------------- | -------------------------------- |
| Ndiaye 35' Bukari 88' | (1–0) Jegyzőkönyv | Ugrinic 48' Itten 61' (11-esből) |

| Rajko Mitić Stadion, Belgrád Játékvezető: Willie Collum (skót) |

| 2023. október 25. 21:00 |

| RB Leipzig                   | 3–1               | Crvena zvezda |
| ---------------------------- | ----------------- | ------------- |
| Raum 12' Simons 59' Olmo 84' | (1–0) Jegyzőkönyv | Stamenić 70'  |

| Red Bull Arena, Lipcse Játékvezető: José María Sánchez (spanyol) |

| 2023. október 25. 21:00 |

| Young Boys | 1–3               | Manchester City                       |
| ---------- | ----------------- | ------------------------------------- |
| Elia 52'   | (0–0) Jegyzőkönyv | Akanji 48' Haaland 67' (11-esből) 86' |

| Stadion Wankdorf, Bern Játékvezető: Morten Krogh (dán) |

| 2023. november 7. 21:00 (20:00 GMT) |

| Manchester City | 1–3               | Young Boys                            |
| --------------- | ----------------- | ------------------------------------- |
| Elia 52'        | (0–0) Jegyzőkönyv | Akanji 48' Haaland 67' (11-esből) 86' |

| Etihad Stadion, Manchester Játékvezető: Morten Krogh (dán) |

| 2023. november 7. 21:00 |

| Crvena zvezda                          | 3–0               | RB Leipzig |
| -------------------------------------- | ----------------- | ---------- |
| Haaland 23' (11-esből) 51' Foden 45+1' | (2–0) Jegyzőkönyv |            |

| Rajko Mitić Stadion, Belgrád Játékvezető: Erik Lambrechts (belga) |

| 2023. november 28. 21:00 (20:00 GMT) |

| Manchester City                   | 3–2               | RB Leipzig     |
| --------------------------------- | ----------------- | -------------- |
| Haaland 54' Foden 70' Álvarez 87' | (0–2) Jegyzőkönyv | Openda 13' 33' |

| Etihad Stadion, Manchester Játékvezető: Glenn Nyberg (svéd) |

| 2023. november 28. 21:00 |

| Young Boys                      | 2–0               | Crvena zvezda |
| ------------------------------- | ----------------- | ------------- |
| Nedeljković 8' (öngól) Blum 29' | (2–0) Jegyzőkönyv |               |

| Stadion Wankdorf, Bern Játékvezető: Danny Makkelie (holland) |

| 2023. december 13. 18:45 |

| RB Leipzig                      | 2–1         | Young Boys |
| ------------------------------- | ----------- | ---------- |
| Benjamin Šeško 51' Forsberg 56' | Jegyzőkönyv | Colley 56' |

| Red Bull Arena, Lipcse Játékvezető: Manfredas Lukjančukas (litván) |

| 2023. december 13. 18:45 |

| Crvena zvezda         | 2–3               | Manchester City                               |
| --------------------- | ----------------- | --------------------------------------------- |
| Hvang 76' Katai 90+1' | (0–1) Jegyzőkönyv | Hamilton 19' Bobb 62' Phillips 85' (11-esből) |

| Rajko Mitić Stadion, Belgrád Játékvezető: Aliyar Aghayev (azeri) |

### H csoport
| Hely. | Csapat        | M | Gy | D | V | G+ | G– | Gk  | P  | Továbbjutás                                       |  | BAR | POR | SHK | ANT |
| ----- | ------------- | - | -- | - | - | -- | -- | --- | -- | ------------------------------------------------- |  | --- | --- | --- | --- |
| 1.    | Barcelona     | 6 | 4  | 0 | 2 | 12 | 6  | +6  | 12 | Továbbjutott a nyolcaddöntőbe                     |  | —   | 2–1 | 2–1 | 5–0 |
| 2.    | Porto         | 6 | 4  | 0 | 2 | 15 | 8  | +7  | 12 | Továbbjutott a nyolcaddöntőbe                     |  | 0–1 | —   | 5–3 | 2–0 |
| 3.    | Sahtar Doneck | 6 | 3  | 0 | 3 | 10 | 12 | −2  | 9  | Átkerült az Európa-liga nyolcaddöntő rájátszásába |  | 1–0 | 1–3 | —   | 1–0 |
| 4.    | Antwerp       | 6 | 1  | 0 | 5 | 6  | 17 | −11 | 3  |                                                   |  | 3–2 | 1–4 | 2–3 | —   |

| 2023. szeptember 19. 21:00 |

| Barcelona                                                   | 5–0               | Antwerp |
| ----------------------------------------------------------- | ----------------- | ------- |
| Félix 11' 66' Lewandowski 19' Bataille 22' (öngól) Gavi 54' | (3–0) Jegyzőkönyv |         |

| Estadi Olímpic Lluís Companys, Barcelona Játékvezető: Radu Petrescu (román) |

| 2023. szeptember 19. 21:00 |

| Sahtar Doneck | 1–3               | Porto                    |
| ------------- | ----------------- | ------------------------ |
| Kelsy 13'     | (1–3) Jegyzőkönyv | Galeno 8' 15' Táremi 29' |

| Volksparkstadion, Hamburg, Németország Játékvezető: Davide Massa (olasz) |

| 2023. október 4. 18:45 |

| Antwerp                | 2–3               | Sahtar Doneck               |
| ---------------------- | ----------------- | --------------------------- |
| Muja 3' Balikwisha 33' | (2–0) Jegyzőkönyv | Szikan 48' 76' Rakickij 71' |

| Bosuilstadion, Antwerpen Játékvezető: Rade Obrenovič (szlovén) |

| 2023. október 4. 21:00 (20:00 WEST) |

| Porto | 0–1               | Barcelona    |
| ----- | ----------------- | ------------ |
|       | (0–1) Jegyzőkönyv | Torres 45+1' |

| Estádio do Dragão, Porto Játékvezető: Anthony Taylor (angol) |

| 2023. október 25. 18:45 |

| Barcelona            | 2–1               | Sahtar Doneck |
| -------------------- | ----------------- | ------------- |
| Torres 28' López 36' | (2–0) Jegyzőkönyv | Sudakov 62'   |

| Estadi Olímpic Lluís Companys, Barcelona Játékvezető: Ivan Kružliak (szlovák) |

| 2023. október 25. 21:00 |

| Antwerp   | 1–4               | Porto                               |
| --------- | ----------------- | ----------------------------------- |
| Yusuf 37' | (1–0) Jegyzőkönyv | Evanilson 46' 69' 84' Eustáquio 54' |

| Bosuilstadion, Antwerpen Játékvezető: Benoît Bastien (francia) |

| 2023. november 7. 18:45 |

| Sahtar Doneck | 1–0               | Barcelona |
| ------------- | ----------------- | --------- |
| Sikan 40'     | (1–0) Jegyzőkönyv |           |

| Volksparkstadion, Hamburg, Németország Játékvezető: Irfan Peljto (bosznia-hercegovinai) |

| 2023. november 7. 21:00 (20:00 WET) |

| Porto                               | 2–0               | Antwerp |
| ----------------------------------- | ----------------- | ------- |
| Evanilson 32' (11-esből) Pepe 90+1' | (1–0) Jegyzőkönyv |         |

| Estádio do Dragão, Porto Játékvezető: Maurizio Mariani (olasz) |

| 2023. november 28. 18:45 |

| Sahtar Doneck  | 1–0               | Antwerp |
| -------------- | ----------------- | ------- |
| Matviyenko 12' | (1–0) Jegyzőkönyv |         |

| Volksparkstadion, Hamburg, Németország Játékvezető: Bartosz Frankowski (lengyel) |

| 2023. november 28. 21:00 |

| Barcelona             | 2–1               | Porto    |
| --------------------- | ----------------- | -------- |
| Cancelo 32' Félix 57' | (1–1) Jegyzőkönyv | Pepê 30' |

| Estadi Olímpic Lluís Companys, Barcelona Játékvezető: Daniele Orsato (olasz) |

| 2023. december 13. 21:00 (20:00 WET) |

| Porto                                           | 5–3               | Sahtar Doneck                                  |
| ----------------------------------------------- | ----------------- | ---------------------------------------------- |
| Galeno 9' 43' Táremi 62' Pepe 75' Conceição 82' | (2–1) Jegyzőkönyv | Szikan 29' Eustáquio 72' (öngól) Eguinaldo 88' |

| Estádio do Dragão, Porto Játékvezető: Kovács István (román) |

| 2023. december 13. 21:00 |

| Antwerp                                   | 3–2               | Barcelona             |
| ----------------------------------------- | ----------------- | --------------------- |
| Vermeeren 2' Janssen 56' Ilenikhena 90+2' | (1–1) Jegyzőkönyv | Torres 35' Guiu 90+1' |

| Bosuilstadion, Antwerpen Játékvezető: Marco Guida (olasz) |